# Séverine de la Croix
Pour les articles homonymes, voir Delacroix.
Séverine de la Croix est une écrivain française, autrice d'ouvrages jeunesse et scénariste de bande dessinée, née le 20 mars 1985 à Villecresnes (Val-de-Marne). Elle a signé un temps sous le nom de plume de Sève Maël.

## Biographie

### Formation
Séverine de la Croix travaille un temps dans le cinéma et se déclare titulaire de « trois licences universitaires en histoire, management, psychologie »[Où ?][Quand ?]. Elle déclare avoir suivi des « études de psychologie puis de sexologie »[Où ?][Quand ?]. Dans une autre source, elle déclare avoir mené de front des études dans « les sciences, l'histoire, le management international et même la psychologie »[Où ?][Quand ?].

### Carrière dans l'écriture
Elle prend le pseudonyme de Sève Maël. En 2004 paraît son premier roman, Couloir de gauche, chez une maison d'édition qui n'existe plus[évasif]. Selon une autre source, son premier roman, Couloir de gauche, paraît en 2007 aux éditions Pierregord de Calviac-en-Périgord. En 2012 paraît  Le Sexe des femmes révélé aux hommes.
En 2010, elle nourrit un projet de conte sur la préadolescence d'une jeune fille, Lila, mais le projet reste en sommeil jusqu'en 2015. À partir de 2016, elle scénarise la série Lila, dessinée par Pauline Roland. Le premier volume décrit, sous un angle humoristique et didactique, la phase pré-pubertaire de l'héroïne. La série se développe et le cinquième tome paraît en 2020 : L'Amouuur et les baisers.
Avec la même dessinatrice, Séverine de la Croix écrit en parallèle une collection pour les enfants : « qui n'aimait pas » : en 2020, la collection compte plusieurs tomes.
En parallèle, Séverine de la Croix écrit avec Laurent Audouin des ouvrages pour sensibiliser les jeunes lecteurs aux enjeux de la protection de l'environnement : Mission Océan en 2019 et Mission forêt en 2020.

## Œuvres

### En tant que Sève Maël
- Couloir de gauche, Éd. du Pierregord, coll. « Troubadours », 2007  (ISBN 978-2-35291-005-3)
- Où vas-tu Margot ?, Éd. Blanche, 2010  (ISBN 978-2-84628-258-1)
- 28000 kilomètres de trottoirs, avec Daniel Boulogne, Romart éditions, 2013  (ISBN 979-10-90485-17-4)
- Le sexe des femmes révélé aux hommes, Éd. Blanche, 2012  (ISBN 978-2-84628-295-6)
- Osez 20 histoires de sexe torride, La Musardine, 2014  (ISBN 978-2-84271-955-5)

### En tant que Séverine de la Croix
- Les mensonges ne meurent jamais, Michel Lafon, 2014  (ISBN 978-2-7499-2222-5) ; réed 2018  (ISBN 979-10-224-0274-3)
- Le crime et la lumière, éd. First, coll. « Témoins de l'extraordinaire », 2017  (ISBN 978-2-7540-8832-9)
- Là où l'on s'aime, il ne fait jamais nuit, Éditions du Rocher, 2018  (ISBN 9782268099965)
- X ou Y, Éditions du Rocher, 2019  (ISBN 9782268102627)
- Au milieu de la foule[13], Éditions du Rocher, 2020  (ISBN 9782268103846)

### Bande dessinée
Sauf mention contraire, Séverine de la Croix est scénariste des albums.
- Lila[14], dessin de Pauline Roland, Delcourt, coll. « Jeunesse » ; 5 volumes, 2016 - 2020
- Vegvisir tome 1: Le Clan de Sif, avec Ugo Chimisso et Sylvia Fabris, éditions Delcourt 2022

#### Le Livre d'Ayla
- 1. La Rune des deux mondes[15],[16],[17], Delcourt, coll. « Jeunesse », Paris, 6 mars 2024
Scénario : Séverine de la Croix - Dessin et couleurs : Violette Grabski -  (ISBN 978-2-413-04776-6) — Format Comics.

### Livres jeunesse
Sauf mention contraire, Séverine de la Croix est scénariste des albums.
- Série Qui n'aimait pas, textes avec Anthony Signol, dessin de Pauline Roland, éd. Spash !

1. Le Chat qui n'aimait pas les poils, 2016  (ISBN 978-2-36829-158-0)
2. La Maîtresse qui n'aimait pas les élèves, 2016  (ISBN 978-2-36829-159-7)
3. Le Dragon qui n'aimait pas le feu, 2017  (ISBN 978-2-36829-191-7)
4. Le Père Noël qui n'aimait pas les cadeaux, 2017  (ISBN 978-2-36829-192-4)
5. La Poule qui n'aimait pas les œufs, 2017  (ISBN 978-2-36829-189-4)
6. Le Doudou qui n'aimait pas les enfants, 2018  (ISBN 978-2-36829-197-9)
7. Le Poney qui n'aimait pas les cavaliers, 2018  (ISBN 978-2-36829-196-2)
8. Le Pou qui n'aimait pas les cheveux, 2018  (ISBN 978-2-36829-178-8)
9. Le Monstre qui n'aimait pas faire peur, 2019  (ISBN 978-2-36829-200-6)
10. Le Poisson qui n'aimait pas l'eau, 2019  (ISBN 978-2-36829-199-3)
11. La Sorcière qui n'aimait pas la magie, 2019  (ISBN 978-2-36829-195-5)
12. Le Pirate qui n'aimait pas les trésors, 2020  (ISBN 978-2-36829-206-8)
13. La Princesse qui n'aimait pas les princes charmants, 2020  (ISBN 978-2-36829-203-7)
14. La Licorne qui n'aimait pas les paillettes, 2020  (ISBN 978-2-368-29215-0)

- Mission océan : apprends les gestes qui sauvent le monde marin ![18], avec Laurent Audouin (dessin) ; co-publication Sea Sheperd, Glénat jeunesse, 2019  (ISBN 978-2-344-03554-2)
- Mission forêt : apprends les gestes qui sauvent les forêts !, avec Laurent Audouin (dessin) ; co-publication WWF, Glénat jeunesse, 2020  (ISBN 978-2-344-04380-6)

### Documentation
- Aurélie Féris, « Se souvenir des mauvaises choses », La Provence,‎ 4 janvier 2015 (lire en ligne).
- David Taugis, « Lila : Pommes, poires, abricots - Par Séverine de la Croix et Pauline Roland - Delcourt », sur ActuaBD, 16 septembre 2016.
- Aurélie Féris, « "Lila", Titeuf au féminin, hilarante mais pas que... », La Provence,‎ 25 décembre 2016 (lire en ligne).